# Аврора: За межами рівності
«Аврора: За межами рівності» (англ. Aurora: Beyond Equality) — антологія феміністичної наукової фантастики, опублікована Вондою Мак-Інтайр і Сьюзен Дженіс Андерсон 1976 року.

## Передумови та концепція
Вонда Мак-Інтайр і Сьюзан Дженіс Андерсон почали роботу над «Авророю: За межами рівності» 1974 року. Антологія послідувала за іншими збірками, такими як том 1975 року «Дивовижні жінки» під редакцією Памели Сарджент, яка намагалася дослідити гендер у науковій фантастиці та відмінності в стилях написання між авторами-чоловіками та жінками. «Про туман, і траву, і пісок» Макінтайр була серед творів, опублікованих у «Дивовижних жінках». Для «Аврори: за межами рівності» Макінтайр і Андерсон попросили авторок та авторів написати історії, які, за їхніми словами, «дослідять майбутнє людського потенціалу після досягнення рівності між статями». Редакції не сподобалися багато оповідань, які вони отримали, і збірку збирали протягом року. Врешті вона була опублікована в травні 1976 року видавництвом Fawcett Gold Medal.

## Зміст
Книга «Аврора: за межами рівності» містить 8 оповідань семи авторок та авторів, а також есе Урсули Ле Гуїн. Есе Ле Гуїн під назвою «Чи необхідна стать?» було захистом суспільства андрогінних індивідів, яке вона зобразила в «Лівій руці темряви», і її вибору використовувати чоловічі займенники для всіх них. У Макінтайр й Андерсон склалося враження, що вони вибрали історії чотирьох чоловіків і чотирьох жінок; фактично дві історії надійшли від однієї авторки, Еліс Шелдон, яка писала під двома різними псевдонімами (Джеймс Тіптрі-молодший і Раккуна Шелдон). Іншими авторками були Мілдред Дауні Броксон, Джоанна Расс і Мардж Пірсі, тоді як авторами-чоловіками були Дейв Скал, Пі Джей Плаугер і Крейг Стріт.
- «Ваші обличчя, Сестри Мої! Ваші обличчя сповнені світла!» Джеймс Тіптрі молодший (в тексті як Раккуна Шелдон)
- «Г'юстон, Г'юстон, ти читаєш?» Джеймса Тіптрі-молодшого
- «Матері, матері, як це моторошно звучить» Дейва Скала
- «Пагорби Антріму» Мілдред Дауні Броксон
- «Чи необхідна стать?» есе Урсули Ле Гуїн
- «Корупція» Джоанни Расс
- «Тут будуть дракони» П. Дж. Плаугера
- «Чому Діва Марія ніколи не заходила у Вігвам Стоячого Ведмедя?» Крейга Стріта
- «Жінка на краю часу» Мардж Пірсі

## Прийом і аналіз
Вчений-фантаст Майк Ешлі заявив, що більшість оповідань у збірці зазнали невдачі у своїй спробі зобразити гуманістичне суспільство, натомість зображуючи «наскільки безнадійними були чоловіки та якими вищими могли бути жінки». За словами Ешлі, «Жінка на краю часу» Пірсі, уривок з однойменного роману, опублікованого пізніше того ж року, була єдиним твором, який зображував несексистське майбутнє. Твір Тіптрі «Г'юстон, Г'юстон, ти читаєш?» отримав нагороди «Неб'юла» та «Юпітер» за найкращу повість 1976 року, та премію Г'юго за найкращу повість 1977 року, хоча її критикували деякі рецензенти, зокрема Меріон Зіммер-Бредлі. В оповіданні Плаугера «Тут будуть дракони» повністю уникнуто використання займенника для однієї з дійових осіб, таким чином залишаючи її стать неоднозначною. Техніка, яку пізніше використала Макінтайр у своєму романі «Змія мрії», описується як урок фемінізму, що здібності та характер людини важливіші за її стать.